# 무겐다이 뮤 타이푸
무겐다이 뮤 타이푸(일본어: 夢限大みゅーたいぷ) 미디어 믹스 프로젝트 「BanG Dream!」에 등장하는 유닛 중 하나.

## 개요
미디어 믹스 프로젝트 「Bang Dream!」에 등장하는 유닛. 통칭 「유메미타」(ゆめみた).
"BanG Dream!"이라는 프로젝트에서 최초의 가상 요소를 도입한 유닛이다. 유닛의 정보 해금은 2022년 7월 22일 (이 때는 밴드의 멤버를 모집하는 중이었다)로, 활동 개시일은 2023년 11월 9일 .
게다가 「BanG Dream!」의 등장 유닛 중에서는, 최초의 히라가나(밴드명)와 매니퓰레이터(담당) 를 채용한 형태가 된다. 단지 현시점에서는 「BanG Dream!」의 메인 캐릭터와 달리 담당 성우가 공식적으로 발표되지 않고, 소위 가상 YouTuber 로서의 측면을 가지고 있다.
한편 2024년 8월 24일 단독으로는 첫 라이브가 진행되어 담당 성우에 의한 생연주가 선보였다.
12월에는 1st 싱글 「커뮤 점화 Fire!」의 릴리스도 결정하고 있다.